# Prijelom kosti
Prijelom kosti, kostolom ili fraktura predstavlja potpun ili nepotpun lom, prekid, puknuće kosti, obično zbog nekog nepovoljnog mehaničkog djelovanja sile, najčešće udarca.
Prema vrsti, načinu i težini prijeloma dijele se na:
- potpune i nepotpune (djelomično puknuće),
- s međusobnim pomakom ulomaka ili bez njega,
- zatvoren i otvoren,

a s obzirom na smjer pukotine: poprečan, kos ili spiralan.